# هوگناستون
هوگناستون (به انگلیسی: Hognaston) یک روستا و محله مدنی در بریتانیا است که در Derbyshire Dales واقع شده‌است. هوگناستون ۳۶۶ نفر جمعیت دارد.